# Hitelkártya

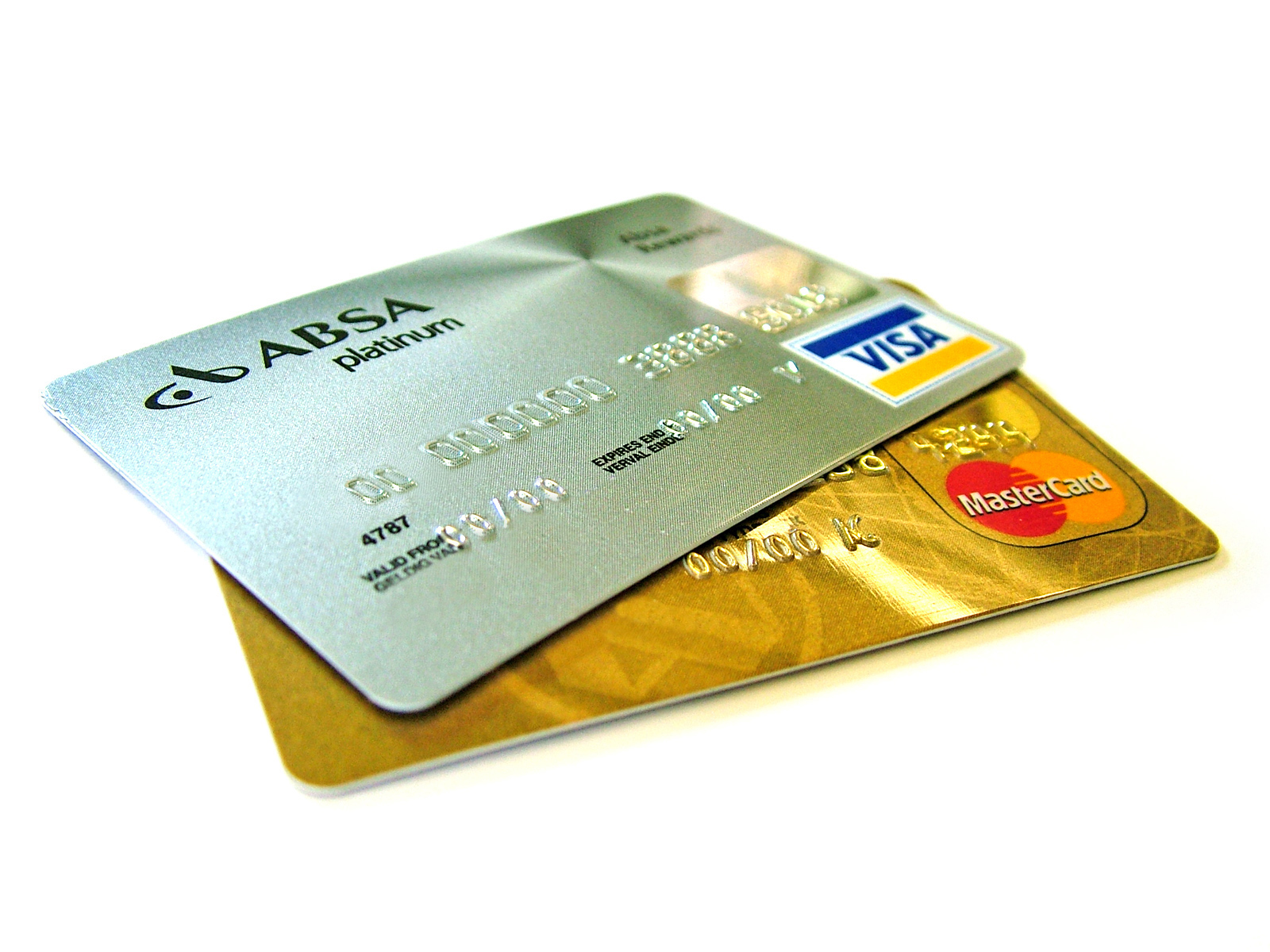
Hitelkártyák

A hitelkártya a finanszírozó pénzintézet által kibocsátott speciális bankkártya. Abban különbözik a betéti kártyáktól, hogy a hitelkártyákkal végzett tranzakciók fedezetét nem egy folyószámla pozitív egyenlege, hanem a hitelkártya birtokos részére a kártyát kibocsátó pénzintézet által nyújtott hitelkeret biztosítja.
A kártyabirtokos jogosult minden olyan üzletben, amellyel a hitelkártya-társaság megállapodást kötött, az illető valutájában (Magyarországon pl. forintban) a számla aláírásának, illetve a banktól igényelt/kapott kód beütésének ellenében hitelre árut vásárolni vagy szolgáltatást igénybe venni. Mivel készpénzkímélő rendszert Magyarországon csak a Magyar Nemzeti Bank engedélyével lehet bevezetni, így az új kártyás fizetési rendszerek bevezetése előtt az MNB hozzájárulását kell kérni.

## Története
A világon az első hitelkártyát az Amerikai Egyesült Államokban, a Diners Clubhoz tartozó üzletekben való fizetésre alkalmazták, 1950-ben. Először 14 New York-i étteremben, majd az év végére már ezer elfogadóhelyen, húszezer ügyfél számára tették lehetővé a vele való fizetést. 1958-ban jelent meg az itthon is ismert American Express. Ezek még nem a mai értelemben vett hitelkártyák voltak, hanem úgynevezett charge cardok, amelyek esetében a tartozást egy adott határidőig teljes egészében meg kellett fizetni, a tartozást kamatfizetés fejében sem lehetett továbbgörgetni.
Ezzel egyidőben az amerikai bankok is folyamatosan próbáltak egy olyan működőképes modellt létrehozni, amely egy általuk kibocsátott charge cardhoz kapcsolt rulírozó hitelt is biztosít az ügyfeleknek (és így kamatbevételt a bankoknak). A probléma leginkább azt volt, hogy hogyan győzzék meg az embereket a kártya használatára, miközben az adott kártyát elfogadó helyek száma minimális. De az elfogadó helyek számának növelése sem lehetséges addig, amíg alig van olyan vevő, aki ilyen kártyával rendelkezne. Az áttörést a Bank of America érte el a kaliforniai Fresno városában. A város lakosságának 45%-a volt akkor a bank ügyfele, így miután hatvanezer ügyfelüknek egyidőben kiküldték az új BankAmericard fantázianevű hitelkártyát, a kereskedőknél azonnal megjelent a növekvő igény, hogy elfogadó hellyé váljanak. A Bank of America ezt a hitelkártyaterméket több más bank részére is elérhetővé tette szerte az országban, majd végül 1976-ban a BankAmericardot kibocsátó bankok létrehoztak egy közös hitelkártya céget, a Visát.
A MasterCardot 1966-ban Master Charge néven hozta létre néhány kaliforniai bank, így versenyre kelve a BankAmericarddal. Piaci jelentősége akkor nőtt meg, amikor az országosan működő Citibank is belépett az üzletbe. 1979-től kezdték használni a MasterCard márkanevet. A MasterCard már a kezdetektől fogva igyekezett nemzetközi együttműködést kialakítani, és tárgyalásokba kezdett a svéd Wallenberg család által létrehozott Eurocarddal, hogy kiterjessze működését Európára is.
A hitelkártyákat kezdetben kéretlenül küldték ki postán bárkinek, akit a bankok csak kicsit is hitelképesnek gondoltak. Néhány év alatt már 100 millió bankkártyát gyártottak le, és küldtek ki, így juttatva gyakorlatilag ingyen pénzhez munkanélkülieket, alkoholistákat és drogosokat is. Ez az üzletszerzési mód kisebb pénzügyi káoszt okozott, így 1970-ben a törvényhozók betiltották a hitelkártyák kéretlen küldését.
1973 előtt a rendszer nem volt számítógépesítve, így a hitelkártya-használat sokkal körülményesebb volt, mint napjainkban. Hitelkártyás fizetéskor az engedélyezéshez a kereskedő telefonon felhívta a hitelkártya-társaságot, ahol az ügyintéző felhívta az ügyfél bankját, ahol egy újabb ügyintéző ellenőrizte a hitelkeret egyenlegét. A számítógépesítés jelentősen lerövidítette azt az időt, amely alatt a kereskedő megkapta telefonon az engedélyt. A legtöbb kereskedő a törzsvásárlók esetében – bizonyos összeghatár alatt – telefonos engedélykérés nélkül is elfogadta a hitelkártyás fizetést. Az ezredfordulóra széleskörűen elterjedtek az állandóan online POS eszközök, így az engedélyeztetési eljárás teljes egészében elektronikus lett, és már csak néhány másodpercet vett igénybe.
Az Egyesült Államokban, Kanadában és az Egyesült Királyságban gyorsan elterjedt a hitelkártya használat, de a világ többi részén ez a terméktípus sokkal később jelent meg, és sok esetben egyáltalán nem terjedt el. Európa nagy részén jellemzően az úgynevezett betéti kártyák terjedtek el, ahol a tranzakciók fedezete nem egy hitelkeret, hanem az ügyfél folyószámlájának pozitív egyenlege.
Az Egyesült Államokban, hogy hitelhez jusson az ember vagy hogy lakást tudjon bérelni, általában megfelelő hitelmúltat kell tudni felmutatni. A különböző hitelezők általában három, országosan működő hitelminősítőnek adnak jelentést, amelyek így nem nyilvános módszerek alapján pontozzák az adósokat. Nem létező hitelmúlt, vagy rossz hitelminősítés esetén szükség lehet egy olyan adóstárs bevonására, akinek megfelelő hitelmúltja van, és így megfelelően magas pontszáma. Ennek elkerülése érdekében elterjedt egyik megoldás a Magyarországon nem ismert, úgynevezett secured (biztosítékkal fedezett) hitelkártya igénylése, amely esetben a hitelkártya kérelmező letétbe helyez egy adott összeget, és így a bank az ezzel az összeggel megegyező mértékű hitelkeretet biztosít számára, a hitelbiztosítékkal fedezett hitelkártya használatával pedig az ügyfél el tudja kezdeni felépíteni a hitelmúltját.
Magyarországra sok mindenhez hasonlóan a bankkártyák, és így a hitelkártyák is húsz éves késéssel érkeztek meg. Egy MNB által készített tanulmány szerint még 2008-ban is csak az EU-s átlag 60%-át tette ki az országban az egy főre jutó bankkártyák száma. A forgalomban lévő hitelkártyák száma ekkor kb 1,7 millió volt, ami 2016-ra 1,4 millióra csökkent.

## Jellemzői
A bankkártya (hitelkártya) nemzetközi szabványnak megfelelő 85 x 54 mm-es műanyag kártya, mellyel a hátoldali mágnescsíkon vagy újabban az előlapi mikrochipen tárolt adatok segítségével, a kártyabirtokos (elektronikus vagy okmánnyal igazolt) azonosítását követően bankszámlaműveletek, tipikusan fizetés végezhető.
A hitelkártya nem igényel jövedelemátutalást vagy nyitóösszeget, ellenben óvadékra lehet szükség kiegészítő esetben, például ha nem tud jövedelemigazolást felmutatni az igénylő. A hitelkártya mögött olyan számla áll, amely általában nem alkalmas betétlekötésre, átutalásra, csupán a kártya mögötti tranzakciók fedezhetők vele.
A hitelkártya keretösszegének fogyását feltöltéssel ajánlatos kompenzálni, hogy birtokosa folyamatosan tudja használni. A hitelkártyánál eldönthetjük, hogy a havi periódust követő zárás utáni türelmi időszakban visszafizetjük-e a teljes összeget, vagy annak csak egy részét. Ha egyben visszafizetjük, akkor általában a bank nem számol fel hitelkamatot (ez csak a kártyával végzett vásárlások esetén igaz, a készpénzfelvétel általában a felvétel időpontjától számítva azonnal kamatozik), ezt hívjuk ún. kamatmentes költésnek, ha pedig nem a teljes összeget fizetjük vissza, akkor a megmaradt tartozásra kamatszámítás indul (visszamenőleg is). 
A kártya birtokosa bárki lehet, akit a bank hitelképesnek minősít és részére a hitelkártyát kibocsátja. A kártya kiadásakor a kártyát aláírással vagy PIN-kóddal kell ellátnia. A kártya a kibocsátó bank tulajdonában marad, és azt jogában áll bármikor visszavonni. A számla megszűnésekor a kártyát vissza kell szolgáltatni, illetve meg kell semmisíteni, megakadályozva a további használatot.
A kártyának általában éves díja van, amelyből az első évben többnyire kedvezményt adnak.

## Elszámolási időszak
Az elszámolás időszak az az általában egyhavi időszak, amely alatt a kártyahasználó által felhalmozott fizetési kötelezettségek keletkeztek. A kötelezettségekről a bank a hitelkártya számlakivonat megküldésével tájékoztatja az ügyfelet.
Az elszámolási időszak alatt keletkezett kötelezettségeket érdemes teljes egészében a megadott határidő előtt (türelmi idő) visszafizetni, így elkerülve a kamatfizetést. Megtehetjük, hogy nem a teljes összeget fizetjük vissza, hanem csak a tartozás egy részét, vagy csak a szerződésben meghatározott minimális összeget, viszont így a bank kamatot kezd felszámolni és a tartozást továbbvisszük a következő hónapra. A készpénzfelvételi tranzakciók jellemzően nem tartoznak bele a kamatmentes költésgek közé, ezekre jellemzően azonnal megindul a kamat felszámítása, függetlenül a türelmi időtől.

## Előnyei, hátrányai
Viszonylag könnyen hozzáférhető hitelforma, Magyarországon gyakorlatilag minimálbérre is lehet hitelkártyát igényelni. Más szabad felhasználású hitelekhez (folyószámla hitelkeret, személyi kölcsön) képest magas a teljes hiteldíjmutató, viszont ezek a költségek csak akkor jelentkeznek, ha a türelmi időszak alatt nem fizetjük meg a teljes adósságunkat.
Tartós fenntartása erősítheti a könnyelmű életmódra törekvést az igénybe vevőben; gyenge jellemű egyéneket eladósodásba kergethet. Tudatos használat esetén azonban tovább erősítheti az egyén pénzügyi tudatosságát, és ismereteit.
Tengeren túli utazás esetén számos szolgáltatás igénybevételéhez (jellemzően autóbérlés vagy akár szállodai bejelentkezés) még turistaként is szükségünk lehet hitelkártyára.
Elvesztés esetén a hitelkártyát – mint minden bankkártyát – minél előbb le kell tiltani. Az elvesztés és a letiltás közötti időszakban esetleg bekövetkezett ügyletekért a kártyakibocsátó és kártyabirtokos között rendezendő tételek merülhetnek fel, amelyek jogosságát-jogtalanságát bizonyítani szükséges. Magyarországon a jogszabályok szerint az ilyen ügyletekért a kártyabirtokos maximum 45 ezer forintig felel, a többi kárt a bank viseli. Néhány további körülmény esetén a kártyatulajdonost még 45 ezer forintig sem terheli felelősség; ilyen eset például, ha a bankkártya elektronikus azonosító adatait lemásolták, és a tranzakciót klónozott kártyával hajtották végre a csalók. Nem terheli felelősség a kártyatulajdonost a PIN kód nélkül végrehajtott tranzakciókért sem (például kisértékű PayPass tranzakciók, vagy az inkább jellemző internetes fizetések). A 45 ezer forinton felül is felelősség terhelheti a kártyabirtokost akkor, ha a lopott kártyával PIN kódot igénylő tranzakciót végeztek, ugyanis ilyenkor nagy valószínűséggel megállapítható a kártyabirtokos gondatlansága, ugyanis köteles a PIN kód bizalmasságáról gondoskodni.

## Külső hivatkozások
- Plasztik kártya.lap.hu – linkgyűjtemény